# Denislav Angelov
Denislav Minkov Angelov (Bulgaars : Денислав Минков Ангелов) (Varna, 8 juni 2001) is een voetballer die voorkeur speelt als een aanvaller. Hij speelt nu bij Tsjerno More Varna.

## Loopbaan
Angelov maakte zijn professionele debuut voor Cherno More Varna op 23 augustus 2019. in een competitiewedstrijd tegen Arda Kardzhali.
Hij tekende op 14 januari 2020 zijn eerste profcontract bij  Cherno More Varna.

## Clubstatistieken
| Club               | Competitie        | Seizoen           | Competitie | Competitie | Beker | Beker | Continenteel | Continenteel | Totaal | Totaal |
| Club               | Competitie        | Seizoen           | Wed        | Dp         | Wed   | Dp    | Wed          | Dp           | Wed    | Dp     |
| ------------------ | ----------------- | ----------------- | ---------- | ---------- | ----- | ----- | ------------ | ------------ | ------ | ------ |
| Tsjerno More Varna | Parva Liga        | 2019/20           | 11         | 0          | 1     | 0     | —            | —            | 12     | 0      |
| Tsjerno More Varna | Parva Liga        | 2020/21           | 0          | 0          | 0     | 0     | —            | —            | 0      | 0      |
| Career statistiek  | Career statistiek | Career statistiek | 11         | 0          | 1     | 0     | 0            | 0            | 12     | 0      |

bijgewerkt op 1 augustus 2020